# Neostenanthera hamata
Neostenanthera hamata är en kirimojaväxtart som först beskrevs av George Bentham, och fick sitt nu gällande namn av Arthur Wallis Exell. Neostenanthera hamata ingår i släktet Neostenanthera och familjen kirimojaväxter. IUCN kategoriserar arten globalt som sårbar. Inga underarter finns listade i Catalogue of Life.